# Харпичан
Харпича́н (рос. Харпичан) — селище у складі Солнечного району Хабаровського краю, Росія. Адміністративний центр Харпичанського сільського поселення.

## Населення
Населення — 848 осіб (2010; 924 у 2002).
Національний склад (станом на 2002 рік):
- росіяни — 88 %